# Giro dell'Emilia 1946
Il Giro dell'Emilia 1946, trentunesima edizione della corsa, si svolse il 22 settembre 1946 su un percorso di 258 km con partenza e arrivo a Bologna. Organizzato dal Velo Sport Reno, fu vinto dall'italiano Adolfo Leoni, che completò il percorso in 7h15'00", precedendo in volata i connazionali Sergio Maggini e Serse Coppi; conclusero la prova 21 dei 35 ciclisti partiti.

## Ordine d'arrivo (Top 10)
| Pos. | Corridore          | Squadra          | Tempo    |
| ---- | ------------------ | ---------------- | -------- |
| 1    | Adolfo Leoni       | Bianchi          | 7h15'00" |
| 2    | Sergio Maggini     | Benotto          | s.t.     |
| 3    | Serse Coppi        | Bianchi          | s.t.     |
| 4    | Giulio Bresci      | Welter           | s.t.     |
| 5    | Quirino Toccaceli  | Olmo             | s.t.     |
| 6    | Mario Fazio        | Viscontea        | s.t.     |
| 7    | Ubaldo Pugnaloni   | Bianchi          | s.t.     |
| 8    | Ezio Cecchi        | Ricci            | s.t.     |
| 9    | Salvatore Crippa   | Olmo             | a 5'07"  |
| 10   | Antonio Bevilacqua | Wilier Triestina | s.t.     |